# Syrano
Pour l’article ayant un titre homophone, voir Cyrano.
Pour le robot militaire, voir SYRANO.
Sylvain Adeline, dit Syrano, est un auteur-compositeur-interprète, vidéaste, graphiste et illustrateur français, né le 30 août 1979 à Chartres.

## Biographie
Sylvain Adeline est l'aîné d'une famille ouvrière de six enfants, dont il est le seul garçon. Il grandit à Chartres, en Eure-et-Loir.
Selon sa biographie de Radio France : « il explore en autodidacte la poésie, la musique et le graphisme. Pendant un temps, il suit des cours d’histoire de l’art à Tours, mais se concentre très rapidement sur la musique ». Il déclare lui-même : « Depuis tout petit, je dessine, je compose, j’écris, en autodidacte ». Bercé par la musique black, la chanson française et la littérature du XIXe siècle, il se réfugie dans la création pour exprimer son esprit contestataire,. Il se déclare athée et apolitique,. En janvier 2012, il met en ligne le titre Anonymous (en duo avec Arkasia) en écoute et en téléchargement gratuit pour soutenir le combat du groupe d'activistes Anonymous,,. Opposé à la Loi Hadopi,, Syrano partagea gratuitement et librement son troisième album À la fin de l'envoi..., sorti en 2010. En 2006, il crée son label indépendant Les Doigts Dans l'Zen (L.d.d.Z).

### Débuts de carrière
Il entre dans la musique par le rap au début des années 90 après avoir découvert IAM. Après ses premières scènes à partir de 1996 et une participation au tremplin Zebrock en 1999, il évolue tout d'abord, dans un collectif hip-hop appelé Exkalibur et fait ses premières armes en assurant les premières parties de Yuri Buenaventura, Zebda, Alpha Blondy, La Rumeur ou Saïan Supa Crew.
En 2001, il sort un album de duo autoproduit, à 500 exemplaires, Époque Première.
Il utilise le pseudonyme de Syrano en référence à Cyrano de Bergerac, mais avec un S comme Sylvain, son vrai prénom, pour le panache, le verbe et le goût pour l'action et l'écriture du personnage d'Edmond Rostand,.
En 2003, il entame une carrière solo avec des musiciens acoustiques et sort, avec Cherzo, Litanies - Époque seconde.
Il définit lui-même sa musique comme du « hip-hop métissé » où, il enrichit une base hip-hop avec des influences diverses comme de la chanson française, du rock ou encore de l'electro. Il dit lui-même que Charles Aznavour est l'un des artistes qui lui a donné l'envie de faire de la musique.
Il déclare que son univers et ses illustrations sont influencés par l'univers de Tim Burton,  (ce que remarquent également certains avis critiques,,) mais aussi par les influences de ce dernier, à savoir, notamment Edward Gorey, Edgar Allan Poe ainsi que par le néoréalisme et l’expressionnisme allemand des années 1930.
En 2004, Syrano et Union Fatale (composé de 5 membres : Shadow Z, Le Sang Blaze, Senef, Illegalsen et Esko) réalisent la compilation (mix-tape) Notre déclaration des droits de l'Homme et du citoyen abordant les 17 premiers articles de la Déclaration des droits de l'homme et du citoyen avec de nombreux artistes de rap (Soprano, Kyma, Lucid, Boss One (3e œil), R.wan (du groupe Java), Cherzo, THO...).
Il est la Découverte Talent du Printemps de Bourges 2004,, et figure dans le CD de compilation Attention Talent Scène - Les découvertes 2004 du Printemps de Bourges avec son morceau Les orgues de Barbarie. Il remporte plusieurs prix,, dont le Prix Olivier Chappe 2009. France Culture le reçoit dès 2004, le décrivant comme « Un rappeur poétique et intelligent, fuyant les provocations faciles », et précisant deux ans plus tard : « nous avions été séduits par une rage poétique peu commune, et une musicalité qui mariait le hip hop et l'accordéon musette ».

### LabelLes Doigts dans l'Zen
Durant le second trimestre 2006, il crée son association Les Doigts Dans l'Zen (L.d.d.Z) dans le cadre de la promotion d'artistes et la réalisation de projets artistiques, lui permettant de gérer ses productions. Il réalise ainsi l'intégralité de ses œuvres en indépendant, de l'enregistrement à la réalisation des pochettes. Il sort, de cette manière, ses albums et ses livres sous ce label indépendant, revendiquant « un vrai choix qui permet une liberté totale ».

### Musiques de chambre(2006)
Le 8 septembre 2006, Syrano sort son premier album solo, Musiques de chambre, où il mêle ses textes à différents instruments : accordéon, violon, violoncelle et guitare. Les titres sont tantôt de style chanson française, tantôt rap. Pour ce premier album, Syrano s'entoure de La Rue Kétanou pour le titre Planter des cailloux, de Mon coté punk ainsi que de Debout sur le Zinc. Pour Télérama, c'est un « mélange étonnant, parfois détonant, souvent séduisant » qu'offre cet album « inattendu et vivifiant ». Pour le magazine Longueur d'ondes, « Les mots y claquaient comme des poèmes, mettant à l’honneur une chanson à texte métissée et exigeante. » Pour le site Album Rock : Syrano « nous emmène flâner aux frontières du hip-hop et de la chanson française avec un talent incontestable, [...] et nous livre des textes d'une intelligence rare sur des mélodies enjouées et prenantes. [...] Pour son premier album, Syrano réalise donc un coup de maître avec un album subtil, intelligent et entraînant ». Le tout récent magazine papier FrancoFans lui consacre un dossier dans son n°2, en décembre 2006. L'album s'accompagne d'une tournée. France Inter écrit : Syrano « a créé un univers particulier où des jouets mutilés s’animent pour devenir des musiciens, fantômes de l’enfance, miroir pour nos angoisses. Dans un décor de chambre d’enfant, un Pierrot éméché joue de l’accordéon, un Arlequin en camisole gratouille d’un air inquiétant, deux poupées de porcelaine font pleurer leurs violons, et un Monsieur Loyal nous emporte dans une farandole endiablée. Entre fable enfantine et poésie macabre, Syrano mêle habilement machines et formation acoustique, phrasé rap et chant populaire. Il nous emmène dans un voyage introspectif, soutenu par une écriture profonde et fine. »
Le clip de la chanson La Ficelle de l'album, dont le thème est l'anorexie,, clip d'animation, est illustré par Virginie Soumagnac (alias Ninie) et animé par Gilles Comps. Il est sélectionné et en compétition au Festival international du film d'animation de Teplice (AniFest) en 2007.
France Culture écrit de lui en 2006 : « Syrano, c'est bien écrit, avec une rage rentrée contenue, ça articule, (ouf), c'est au hip hop ce que Ange a pu être au rock, avec tout un univers baladins maraudeurs qui s'invite dans notre désespoir moderne. » Pour le magazine FrancoFans, ce premier album lui « acquiert une notoriété nationale ».

### Le Goût du sans(2009)
Le 2 mars 2009, Syrano sort son deuxième album solo, Le goût du sans, sur lequel il invite plusieurs artistes français, et plus précisément sur le cinquième titre, Bleus, tels que Mourad (de La Rue Kétanou), François Hadji-Lazaro, Imbert Imbert, Frédo (des Ogres de Barback), Baltik et Mell. Selon le magazine FrancoFans, avec ce deuxième album, il « impose une identité artistique singulière ».
Le premier titre de cet album, Origami, est sélectionné sur la compilation Chronique lycéenne #9 (2009-2010) dans le cadre du prix Charles-Cros des lycéens de la nouvelle chanson française, organisé par l'académie Charles-Cros, avec le partenariat du ministère de l'Éducation nationale et du ministère de la Culture et de la Communication.
Pour le site Nos Enchanteurs, « Il s’est tout de suite distingué par la richesse et la profondeur de ses thèmes, les sans-papiers avec Origami, l’inceste, la drogue, l’anorexie avec Ficelle : « On l’appelle Ficelle celle au ventre noué / Celle qui flotte dans ses jeans et qui n’aura jamais de bouée » ». Le site BD Gest' souligne qu'il aborde avec « poésie certains sujets délicats ».

### Spectacle et albumSyrano contre le Grand Zappeur(2010)
À la suite des ateliers d'écriture qu'il mène dans des écoles durant trois années, en 8 mars 2010, il sort un album jeune public, Syrano contre le Grand Zappeur, issu du spectacle du même nom de l'année précédente, abordant les influences néfastes et la dangerosité de la télévision,. Pour cette tournée, en partenariat avec les Francofolies et les Jeunesses musicales de France (JMF), Syrano était uniquement accompagné de son guitariste, Alexandre Lambert, et d'un grand écran, symbolisant la télévision et son "Dieu", le Grand Zappeur.

### À la fin de l'envoi...(2010)
Le 8 novembre 2010, Syrano sort son troisième album solo, À la fin de l'envoi..., album « plus rock. » Les rappeurs  THO et Cherzo y sont invités. Pour magazine Longueur d'ondes, il s'agit d'« un album hip hop rageur et déroutant, à la fois parenthèse dans son parcours et retour aux sources, loin de l’onirisme métissé de ses précédents disques. Un hommage courroucé et beau à la liberté d’expression ». En plus de son nom de scène qui est un clin d'œil à Cyrano de Bergerac, le nom de l'album fait une référence directe à l'acte I, scène IV de la pièce d'Edmond Rostand. De plus, le cinquième titre de l'album, nommé Ceux qui vivent..., est une mise en musique et chant du poème de Victor Hugo,. Dans le titre La Timidité du pin il met en parallèle l'effet naturel de « timidité botanique » observé sur certains arbres, et notamment le pin, qui maintiennent entre eux, une distance de 10 à 15 cm (« fente de timidité ») avec la distance que les gens tiennent entre eux pour préserver leur intégrité, et avec sa propre timidité et sa propre vie. Cet album, écrit et composé en un mois et demi, est bien plus vindicatif, engagé et politisé que les précédents et renoue avec le style hip-hop de l'artiste. Le magazine Longueur d'ondes développe : « Lassé du politiquement correct, le musicien a décidé, le temps d’un album, de mettre sa sensibilité d’écorché au service de la liberté d’expression. Il dénonce tour à tour les démagos, les excès du tout-consommation, le sexisme, l’attrait du pouvoir, l’arrogance des politiques et surtout, la censure. Les rimes claquent, les mots attaquent. Le résultat, oscillant entre nihilisme, sincérité et colère ». Syrano déclare : « Cet album est un réceptacle à colère. [...] J’ai écrit les morceaux d’une traite, de façon hémorragique et spontanée. Ils sont nés d’un coup de sang, je me suis interdit de trop y revenir pour qu’ils conservent ce côté brut et sanguin. [...] L’engagement est désormais du côté du rap. Les artistes y sont beaucoup plus libres. Ils n’ont pas peur de la censure. » Pour l'avis critique de Longueur d'ondes : « Syrano et sa bande nous avait habitués à un éclectisme où le hip hop emprunte autant au lyrisme du violon qu’aux envolées festives de l’accordéon ou aux mélopées complexes de l’électro. Ce troisième album marque un virage à 90° [...] pour pousser un coup de gueule magistral : contre les démagogies de droite comme de gauche, la censure, les injustices et la misère voilée de consumérisme. [...] Ses mots toujours bien sentis distillent sa révolte et défendent avec tranchant la liberté d’expression. Sa prose a gagné en force ce qu’elle a perdu en lumière et onirisme. [...] C’est radical, salutaire et courageux ».

### Autres
Le 9 octobre 2011, Syrano sort un livre-disque pour enfant aux éditions Actes Sud, Monsieur et Madame Neige, basé, en partie, sur le dixième titre (Monsieur Neige) de son premier album, Musiques de chambre. L'ensemble des textes, musiques et illustrations de ce livre-disque sont réalisés par Syrano.
Le 31 décembre 2011, quelques heures avant le passage à la nouvelle année, Syrano et KinChino (entre autres bassiste de Syrano) mettent en ligne le clip du titre Si tu bouges ta tête, extrait de la mixtape volume 2 de KinChino (mixtape sortie le 20 octobre 2011).
Le 27 janvier 2012, il met en ligne le titre Anonymous (en duo avec Arkasia) en écoute et en téléchargement gratuit pour soutenir le combat du groupe d'activistes Anonymous,, après, notamment, la fermeture, le 19 janvier 2012, de Megaupload par le département de la Justice des États-Unis et le projet de traité international ACTA relatif à la propriété intellectuelle sur Internet. Le 31 janvier 2012, le site de la Révision générale des politiques publiques (RGPP) est piraté par les Anonymous, après, notamment, l'arrestation présumée de trois de leurs membres par la Direction centrale du Renseignement intérieur (DCRI). La page d’accueil de la RGPP a alors été modifiée pour afficher une vidéo basée sur le titre Anonymous de Syrano et Arkasia,. Ce titre reçut un franc succès, avec plus de 10 000 écoutes, seulement 2 jours après sa mise en ligne. Face à ce succès, et opposé à la Loi Hadopi,, Syrano partagea gratuitement et librement son troisième album À la fin de l'envoi..., sorti en 2010.

### Voyages, etLes Cités d'émeraude(2012)
Entre 2010 et 2012, Syrano effectue de nombreux voyages, notamment pour s'inspirer de sonorités différentes. Le magazine papier FrancoFans (« Le bimestriel indé de la scène francophone » lui consacre une série de reportages dans 8 numéros d'affilée, entre juin 2010 et août 2011 : un dossier pour un pays visité dans chaque numéro, soit 8 pays : le Brésil, l'Italie, l'Allemagne, les États-Unis (Texas), la Chine, Madagascar, la Tunisie, et enfin, dernier épisode, l'Arménie. Ainsi, en 2012, Syrano sort un quatrième album solo, Les Cités d'émeraude, témoin de ces différents voyages autour du monde, durant ces deux dernières années,. L'album est inspiré de sonorités rencontrées dans les pays visités, dont celles de valiha (Madagascar),, d'oud, de doudouk, de kanoun et de târ, de dhôl (Arménie), de erhu (Chine), de mandoline (Italie), de saxophone ou de clarinette (Allemagne). L'album comporte aussi des chants et des participations d'autres artistes, dont Simon Mimoum (de Debout sur le Zinc), Tr'omby (groupe de musique fusion malgache) ou encore Guo Gan (joueur de erhu Chinois). Ce quatrième album a été accompagné par la sortie d'un livre auto-édité, Les Cités d'émeraude, réflexions d'un artiste en voyage,. Le site Nos Enchanteurs écrit : « Syrano revient d’un long voyage et ce quatrième opus est comme carnet de voyage, photos au grain sensible qui ajoute chaque fois le son, l’émotion glanés ici et là, à Porto Alegre comme à Erevan, à Beijing comme à Rome. Grand voyage, comme une initiation... [...] Si l’industrie discographique à la fâcheuse tendance à niveler les cultures, à n’en faire qu’une sono mondialisée, une bouillie unique, certains artistes ont le mérite d’au contraire valoriser les cultures et particularismes. En ce domaine comme en d’autres, Syrano a le nez creux ». Pour France Culture, ce nouvel album « dont le déclencheur est une séparation et un long voyage. Le résultat est composite, Un peu de moi se ressentant des enfances difficiles,  Nos chemins se séparent des ruptures amoureuses et Les cités d'émeraudes ou Chambre 802 des voyages, comme un absolu ou comme une réalité. Ca rappe, ça chante mais l'écriture et la voix sont au rendez-vous. » Pour France Inter sur cet album : « Une écriture engagée et poétique et des mélodies aux accents de musiques traditionnelles ». Le titre Le prix des choses de son album Les cités d'émeraude, évoque son positionnement athée et apolitique. Le titre Si tu bouges ta tête (avec KinChino) revendique aussi son caractère engagé avec la demande de prise de conscience et d'opinion de son public.
Le 25 septembre 2012, Syrano sort un maxi (EP) 9 titres, Les cités d'émeraude - Dernière escale, se voulant comme un complément à l'album Les cités d'émeraude, sortie en mars 2012. L'ensemble des bénéfices sont reversés à l'association Madagascar SPV-Felana, dont il est le parrain,, pour le financement de la construction d'école.
Le 30 octobre 2012, l'artiste met en ligne deux vidéos. La première est le clip-vidéo du titre Their flag is mine, avec THO, présent sur l'album de leur duo Concrete Factory et présent sur l'album solo de Syrano À la fin de l'envoi… La seconde vidéo, quant à elle, est le premier teaser de son prochain spectacle pour enfants : Le Grand Pestac.

### Web-sérieSupermittent
Le 31 octobre 2012, il sort le premier épisode de sa web-série hebdomadaire Supermittent, racontant sa vie d'artiste indépendant, tel un super-héros sans pouvoir. La première série comporte 15 épisodes de moins de 5 minutes. Le 5 juillet 2014, il sort le premier épisode de la seconde saison.

### ...Je touche(2013)
Se faisant l'écho du précédent album  de 2010 À la fin de l'envoi..., Syrano annonce la sortie, le 21 juin 2013, de son prochain album ...Je touche, à l'occasion de ses 20 ans de présence dans l'univers hip-hop,. Pour le magazine Longueur d'ondes, « Ces vingt nouveaux morceaux hip-hop, piquants et souvent drôles, retracent le parcours du musicien, à grand renfort d’invités, de samples et de clins d’œil ». Pour le webzine La Toile de Pandore, l'album est « gonflé à bloc. [...] Son ambition ? Durcir le ton quelque part entre le rap et la fusion, pour un engagement encore plus musclé ». Pour le magazine FrancoFans, « il dévoile une facette plus incisive et radicale ».
Parrain de l’association de Madagascar SVP-Felana,, il reversera les ventes de ce disque anniversaire,, comme il l'avait fait précédemment en 2012. Il annonce le 1er mai, la sortie du premier titre, Bazinga!, à l'aide d'un teaser et de « photos promotionnelles » se référant à l'univers geek. Le terme Bazinga! étant une référence au personnage de Sheldon Cooper, dans la série télévisée The Big Bang Theory, utilisé par ce dernier pour ponctuer ses blagues.

### La Forêt des brumes(2014)
En 2014 sort La Forêt des brumes, son « premier roman », roman-disque, qu'il a écrit, composé et illustré, réalisé durant une résidence d'auteurs.
Parallèlement, il revisite son repertoire, compose de nouvelles versions de ses chansons, pour livrer la tournée Tour de chant en 2014 et 2015, « par un accordéoniste (Patrick Neulat), un contrebassiste (Etienne Chenet) et un pianiste (Raphaël Bancou) ».

### Le Grand Pestac, spectacle, et album (2015)
Le Grand Pestac, créé en 2013, est une « une fable sociale » selon le site Le Musicodrome, sur le thème du cirque,. Il est joué à Paris au café de la Danse en octobre 2015,, et en tournée. L'album du spectacle sort en 2015.
Pour France Culture, « un CD concept autour de l'histoire d'un "Grand Pestac", un cirque qui est une allégorie de notre société.  [...] Derrière les mélanges de cet album, c'est une évolution qui se profile dans le rap et la chanson, avec toutes sortes d'assemblages ». Pour le site Nos enchanteurs : « Un Syrano agité, joyeux, pestaculaire, circassien : la nouvelle livraison de Syrano est tout un cirque et convoque, l’un après l’autre, ceux qui le font : les acrobates, la contorsionniste, l’échassier, le lanceur de couteau et son assistante, le dompteur, le funambule, les siamoises, la femme à barbe et l’homme fort, le prestidigitateur, le fakir et même les vieux éléphants. [...] C’est une parade des sentiments, des postures, des attitudes, comme un catalogue de ce que nous sommes. » Le magazine FrancoFans souligne l'aspect engagé du Grand Pestac : « Beaucoup de chansons parlent de la notion de pouvoir et d'emprise sur l'autre, que ce soit à travers la politique, la police, les religions, la beauté physique, l'argent ou les violences conjugales », tout en ajoutant : « Il y a également des messages humanistes à travers de nombreuses allégories : L'échassier évoque le racisme, Les sïamoises parlent d'égoïsme, La femme à barbe et L'homme fort défend le droit à la différence ».
Pour Longueur d'ondes : « Syrano y invite à partager l’univers d’un cirque un peu bancal en 11 chansons aux accents ragga, funk ou rock. Il a invité des chanteurs qu’il affectionne particulièrement pour incarner chaque personnage et donner vie à leurs histoires. », soit « une douzaine d'artistes », dont « Aldebert, Simon Mimoun (Debout sur le Zinc), Mourad Musset (La Rue Ketanou), Karimouche... ».
En 2016, Le Grand Pestac reçoit un Coup de cœur Jeune Public printemps 2016 de l'Académie Charles-Cros.

### Le Collectif 13
À partir de mars 2015, Syrano intègre le Collectif 13,, composé de Guizmo et Danielito (Tryo), Gerome Briard et Erwann Cornec (Le Pied de la Pompe), Gari Greu (Massilia Sound System), Mourad et Zeitoun (La Rue Ketanou), Alee, Fred Mariolle (No One Is Innocent) et Max Raguin (Le P’tit Son),. Ils sortent deux albums, Collectif 13 en 2015,, et Chant libre en 2018. Pour ce dernier album, le site Le Musicodrome écrit : « Complices à souhait avec leur 20 ans, en moyenne, d’activisme musical, les membres du Collectif 13 vont jouer de l’autodérision tout au long de ce voyage. [...] Conscient des maux qui rongent notre quotidien, Collectif 13 fait un rappel à l’ordre, comme si nous ne devions pas oublier que l’homme s’inscrit dans un système bien plus large que celui qu’il vit au quotidien. »

### BD-disqueMysterium Tremendum(2016)
En 2016, il sort l'album Mysterium Tremendum, un disque accompagné d'une bande dessinée, qu'il a réalisée. Il explique dans l'ouvrage : « Mysterium Tremendum : cela sonne comme une incantation de sorcier. Mais il s’agit en fait du nom donné au vertige primaire de l’homme face à sa finitude. Le traumatisme mystique qui le plongera dans la crainte de la mort et de l’avenir, dans les questions qui donneront naissance aux croyances et aux religions. » Pour le magazine Longueur d'ondes : « Ce nouvel ouvrage offre une plongée fascinante dans l’univers éclectique de Syrano. [...] Les quatorze histoires de ce recueil sont à lire en écoutant le disque qui l’accompagne. » Pour le site Bulle d'encre : « une œuvre sans contrefaçon ni compromis [...]. Il y a dans le dessin de Syrano une puissance et une rage incompressible » et pour le CD : « Les textes filent comme de la poésie, ils revendiquent, expliquent, critiquent et laissent parfois notre imagination rêver à une Résistante résilience ». Le magazine FrancoFans écrit : il « propose une immersion totale dans son univers « syranesque », à la croisée du réaliste et du fantastique. Dans l’esprit de Musiques de chambre, l’artiste immisce son flow dans une musique qui mêle la chanson acoustique et populaire à un style plus urbain, hip-hop et électro. À l’instar de Tim Burton, ce fabuliste des temps modernes nous plonge alors dans une ambiance aussi tendre et poétique que macabre. Aérienne ou puissante, la musique est hypnotique et poignante. [...] il nous livre une nouvelle fois de belles métaphores sur le monde. Toujours cohérent dans le choix de ses mots, ses mélodies et ses dessins ».
France Bleu écrit en 2017 : « Syrano est un artiste indépendant, un artisan. Il est de ceux qui s'engagent, militent et incarnent leur monde, leur époque et leurs convictions. Auteur-compositeur-interprète-réalisateur-écrivain-illustrateur, il diversifie les moyens d'expression sans complexe en déchirant les étiquettes et en explosant les frontières. »
En 2017 également, il fait partie du comité de soutien du rappeur tunisien Weld El 15, et signe une chanson Le Chien, « en hommage » à l'artiste et « à son combat ».

### Du goudron dans les plumes(2021)
Après la sortie de son clip J'ai relevé la tête,, l'album Du goudron et des plumes sort en 2021, où il chante à nouveau avec divers artistes, dont La Rue Ketanou ou Loïc Lantoine.
Pour le site Nos enchanteurs, « Syrano renoue plusieurs fois avec le rap de ses débuts dans cet album. Les musiques sont  variées et riches, flirtant avec l’électro [...] Syrano sait parfaitement mêler l’esprit impitoyable de ces fauves des temps modernes à une atmosphère quasi gothique, et le son dessine sans peine ce qu’il pourrait aussi exprimer en aquarelle ou aux crayons de couleur. [...] Comme à l’habitude Syrano mêle révolte et tendresse dans cet album, où le rejoignent dans une belle complicité tous ces artistes frères de chant et de lutte dans la joie. »

### Scaphandre(2023)
L'album Scaphandre, financé par une campagne de financement participatif, sort le 6 octobre 2023.

## Composition du groupe
La première composition du groupe, pour la tournée de 160 concerts, de l'album Musiques de chambre, voit Syrano accompagné de 5 musiciens : un guitariste, un accordéoniste, une violoncelliste, une violoniste et un DJ. Chacun des musiciens étant déguisés respectivement en Arlequin, Pierrot, poupées de porcelaine, en Monsieur Loyal et Syrano lui-même en écolier, évoluant dans un décor de chambre d'enfant.
Par la suite, la composition du groupe est la suivante : Syrano (chant) accompagné sur scène de Cherzo (chœurs et samples), Stan Steiner (violon), Réjane Turrel (batterie), Patrick Neulat (accordéon), Alexandre Lambert (alias Mr Lambert) (guitare, piano et chant), Étienne Chenet (alias Orteil ou KinChino) (basse).

## Activités et engagements
Parallèlement, Syrano « anime des ateliers de création, sur tous supports de sa palette artistique, dans des maisons de quartier, des écoles, des prisons ». Ses ateliers d'écriture dans les écoles durant trois années entraînent d'ailleurs en 2010 la création de son spectacle et de son album Syrano contre le Grand Zapeur. Il « multiplie les actions humanitaires en participant à de nombreux concerts caritatifs, sur scène, dans les hôpitaux ou dans le milieu carcéral. » En 2009, le Prix Olivier Chappe le « récompense pour son engagement humanitaire ». Il est parrain de l’association de Madagascar SVP-Felana,, et reverse regulièrement les ventes de ses disques à l'association,,.
Parmi ses concerts de soutiens ou caritatifs, en avril 2013, il participe au concert de soutien aux grévistes de l’usine PSA d’Aulnay-sous-Bois dont les recettes seront reversées à l'association de soutien. En 2016 il participe à un concert de soutien pour le Népal, à l'initiative de l'association Ashade. En 2017, il participe à un Festival autour des différences et du handicap, l'Imprévu Festival.
En 2017, il fait partie du comité de soutien du rappeur tunisien Weld El 15, et signe une chanson Le Chien, « en hommage » à l'artiste et « à son combat ».
Avec le Collectif 13 en 2019, ils « dédient leur CD Chant libre aux frondeurs des ronds-points ».

## Discographie

### Participations
- 2004 : Art.V., Art.XII., Art.XIV. et Art.XVII. sur la compilation Notre déclaration des droits de l'homme et du citoyen
- 2004 : Les orgues de Barbarie, sur la compilation Attention Talent Scène - Les découvertes 2004 du Printemps de Bourges[16]
- 2005 : Y'en a dix pour toi (titre 16) sur l'album Les Chants du barillet [99-05] du groupe Kyma
- 2008 : Chart(res) academy (titre 6) sur l'album DJ Poska Special Province, vol. 1
- 2010 : Avant (titre 2) sur la compilation Face B du collectif Altermutants
- 2010 : Origami, sur la compilation Chronique lycéenne #9 (2009-2010)
- 2011 : Si tu bouges ta tête (titre 2), Ici on s'tue pour des hosties (titre 10) et La malédiction de l'artiste (titre 15) sur l'album Mixtape, vol. 2 de KinChino
- 2011 : Origami (titre 23) de la compilation gratuite Résistance à la Délation, vol. 2[76]
- 2013 : D'en bas (titre 2), Pas le temps [Tranquillement mais sûrement] (titre 3) et Ad libitum (titre 7) sur le maxi 2.3 de KinChino
- 2013 : Mon six coups (titre 6) sur l'album Soyons fous ! des Tit' Nassels
- 2014 : Blue Touff (titre 12) sur l'album Breakfast in Clouds des Touffes Krétiennes
- 2014 : La machine (titre 9) sur l'album Et s'il ne devait rester que des cendres ? de Pompier
- 2014 : parolier du titre Avec de l'air (titre 2) sur l'album Les Idées larges de Soria
- 2016 : Marseille c'est pas pareil feat Pompier (titre 2), La naïade (titre 6), L'Artiste (titre 11) et La vérité n'est qu'à un clic (titre 12) sur l'album 3 de KinChino
- 2016 : parolier du titre Les Idées larges (titre 1) sur l'album Les Idées larges de Soria
- 2017 : composition et production du clip de Anti-Pandas (titre 2) sur l'EP Irradiés de Drop The Radish (featuring Phar)
- 2017 : réalisation graphique de la pochette de l'album En désaccord de Alee et Ordoeuvre
- 2017 : réalisation, montage, composition musicale et co-écriture du clip Ils m'agacent de Juliette Tresanini, Audrey Pirault, Sophie Riche et Marjorie Le Noan
- 2017 : adaptation et interprétation du générique français de la saison 2 du dessin-animé Yo-Kai Watch
- 2017 : réalisation du clip Tom-Tom (titre 7) sur l'album Picaflor de Mon côté Punk
- 2017 : Energy de Anna Leya (produit par Irvin Turn)
- 2017 : interprète du personnage de Sacha dans le conte musical jeune public Le Dernier Jour[77] de Sébastien Rost et Nicolas Pantalacci (alias Monsieur Lune)
- 2018 : Summer Light (titre 11) sur l'album Entre autres d'Ordoeuvre (Mathieu Montecot)
- 2018 : parolier et co-intérprète du titre Les Idées larges (titre 1) sur l'album Les Idées larges de Soria
- 2018 : interprète du personnage de Courlin, le maître du vent, dans le conte musical jeune public Saute Monde, le secret de Plume de Flow
- 2020 : Les oiseaux vous disent merci d'Ordoeuvre

## Autres réalisations

### Publications
- Monsieur et Madame Neige, Arles, Actes Sud Junior / L.d.d.Z (Les doigts dans l'Zen), 2011 (ISBN 978-2-330-00029-5)
- Les cités d’émeraude, réflexions d’un artiste en voyage, Orléans, L.d.d.Z (Les doigts dans l'Zen), 2011 (ISBN 9782953304213)
- La Forêt des Brumes, Orléans, L.d.d.Z (Les doigts dans l'Zen), 2014, 82 p. (ISBN 978-2-9533042-2-0)
- Mysterium Tremendum, Orléans, L.d.d.Z (Les doigts dans l'Zen), 2016, 144 p. (EAN 376-0231760766)

Illustrateur
- Émilie Gandois (ill. Syrano), Être vie, vent : nous, rire les lents demains, Éditions Prolégomènes, 2018 (ISBN 9782917584538)

### Spectacles
- Syrano contre le Grand Zappeur[78], 2009, et tournée[28],[30]
- Le Grand Pestac[56],[1],[61], 2013, 2014, et 2015 au café de la Danse à Paris

### Web-série
Le 31 octobre 2012, il sort le premier épisode de sa web-série hebdomadaire Supermittent, racontant sa vie d'artiste indépendant, tel un superhéros sans pouvoir. Le 5 juillet 2014, il sort le premier épisode de la seconde saison.

### Scénariste et réalisateur
Sauf indication contraire, les informations mentionnées dans cette section peuvent être confirmées par la base de données cinématographiques IMDb,  présente dans la section « Liens externes ».
- Ils m'agacent, coécrit avec Juliette Tresanini, court métrage, 2017
- À la fin des contes de fées, court métrage, 2017

## Prix et distinctions
- Découverte Talent du Printemps de Bourges 2004[14],[15],[17]
- Prix Decibel 101 2005[2]
- Explo'son, 2005[2]
- Propul'son, 2005[2]
- 1er Prix Tremplin Le Mans Cité Chanson, 2005[2]
- Prix découverte de Alors Chante 2006[2]
- 1er Prix du Grand Zebrock 2006[2]
- Prix Olivier Chappe 2009[2],[79]
- Coup de cœur Jeune Public 2016 de l'Académie Charles-Cros[62] pour  Le Grand Pestac